# Renfe Altaria

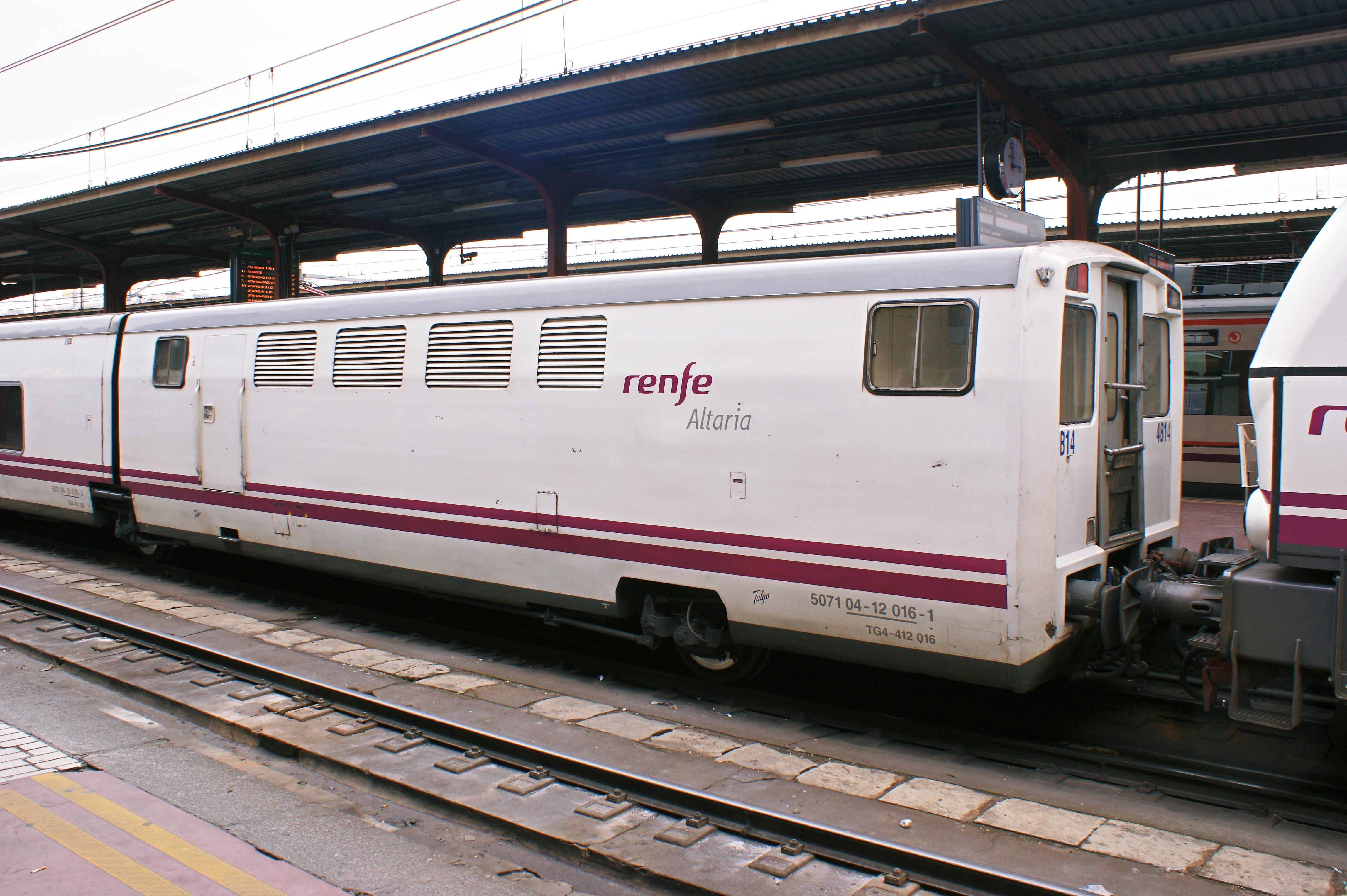
Detalle de un remolque de un Talgo Altaria estacionado en la estación de Chamartín de Madrid.

Renfe Altaria fue un servicio ferroviario diurno de transporte de pasajeros, de largo recorrido y velocidad estándar, prestado por Renfe en España desde 2001 hasta 2020. Se realizaba habitualmente con una composición Talgo de las series IV o VI, arrastrada por una locomotora de las series 252 o 334. Es un servicio de gama media prestado con una velocidad máxima de 200 km/h.
El 22 de junio de 2020, la marca Altaria desapareció en favor de Renfe Intercity, que aúna varios servicios de larga distancia bajo una misma denominación.

## Historia

### Antecesor, el Talgo 200
Después de la exitosa puesta en funcionamiento del AVE Madrid-Sevilla en 1992, empiezan los estudios para aprovechar la línea de alta velocidad para ofrecer servicios más rápidos a otros puntos de Andalucía. Así, un mes después de inaugurarse el AVE, apareció el Talgo Pendular, un servicio de Renfe que conectaba Madrid y Málaga en cinco horas, frente a las siete del anterior trayecto por Despeñaperros. Circulaba por la LAV entre Madrid y Córdoba, donde cambiaba de ancho y la locomotora de alta velocidad era sustituida por una convencional, para circular por la vía electrificada hasta Málaga. En 1994 se estableció una velocidad comercial máxima de 200 km/h, rebajando el tiempo de viaje a 4:15 horas, y se renombró como Talgo 200. La acogida del nuevo tren fue tan exitosa que, de un tren al día y sentido entre Málaga y Madrid en 1991, se aumentó hasta seis trenes diarios.
En 1993 se inaugura el cambiador de ancho de Majarabique, al norte de Sevilla, que permite crear dos nuevos recorridos del "Talgo 200", entre Madrid y Cádiz o Huelva, reduciendo notablemente el tiempo de viaje. En 1999 empieza a funcionar el Talgo 200 Madrid-Algeciras, primer tren con recorrido híbrido entre LAV y vía no electrificada, circulando con locomotora diésel por esta última, utilizando el cambiador de ancho de Córdoba. Recortó los tiempos desde más de ocho horas de viaje hasta 5:50.

### Nace la marca Altaria
Los trenes Altaria se estrenaron el 10 de junio de 2001 como una mejora del servicio Talgo entre Madrid y Alicante, usando el material Talgo más moderno entonces (Talgo IV). Poco después se rebautizó como Altaria a los Talgo 200 que circulaban por el NAFA con destino Cádiz y Huelva o Algeciras (Talgo VI).

### Primeros servicios en la LAV Madrid-Barcelona
En 2003, con la apertura de la línea de alta velocidad Madrid-Barcelona hasta Lérida se pasó a denominar Altaria a los trenes Talgo de rodadura desplazable que circulaban por ella con destino Barcelona, Logroño o Pamplona. En otoño de 2005 gracias a la llegada de los nuevos CAF S120 de rodadura desplazable, comenzó la progresiva sustitución en las líneas electrificadas de servicios Altaria por servicios Alvia, ya que al ser los S120 automotores no requieren de maniobras de cambio de locomotora, lo que es más cómodo y reduce considerablemente el tiempo de cambio de ancho. La sustitución comenzó con los Altaria Madrid-Barcelona (Talgo VII), a excepción del que realizaba el recorrido Barcelona-Madrid-Cádiz (Talgo VII), manteniéndose en las otras rutas y añadiéndose un nuevo Altaria Madrid-Hendaya (Talgo VII) por la línea de alta velocidad Madrid-Barcelona.

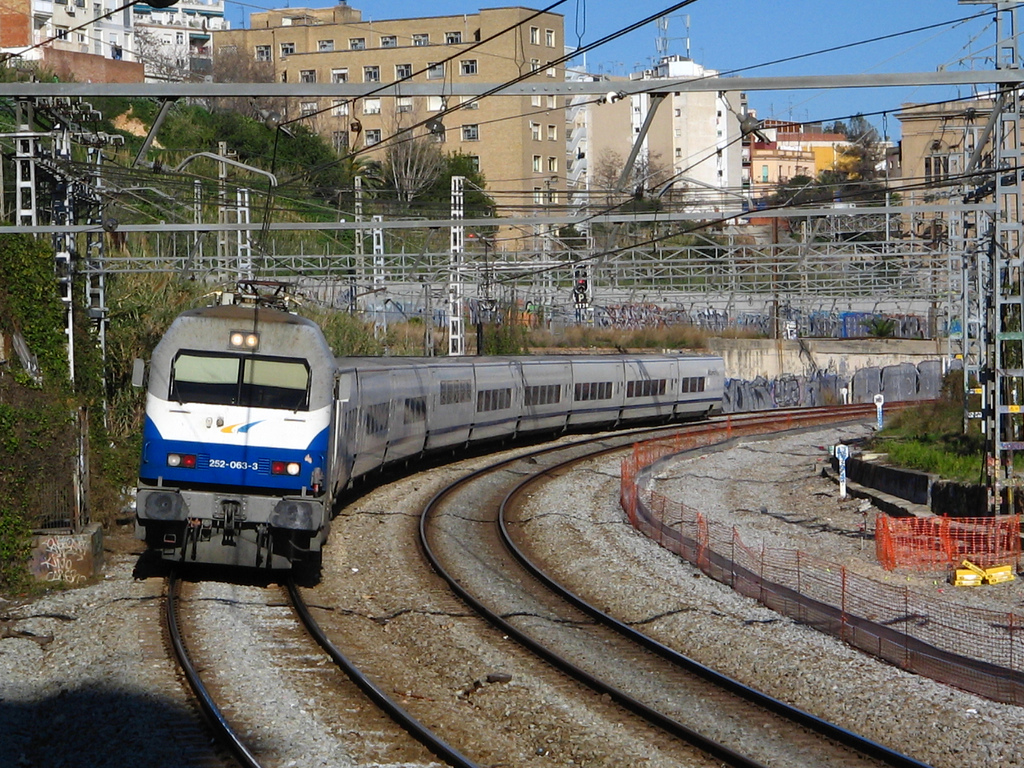
Altaria entre Barcelona-Sans y Madrid-Puerta de Atocha.

El último servicio Altaria por vía íntegramente convencional en funcionar es la sustitución del Talgo Madrid-Murcia-Cartagena.

### Nuevas líneas de alta velocidad, reducción de tiempos de viaje
Los otros dos servicios actualmente en activo comenzaron en diciembre de 2006 cuando se inauguró el tramo Córdoba-Antequera de la línea de alta velocidad Córdoba-Málaga. Se redujeron los tiempos de viaje de Madrid a Algeciras y Málaga y se inauguró un nuevo recorrido entre Madrid y Granada. El Talgo Madrid-Linares-Baeza-Granada por Despeñaperros desapareció, pasando la relación Madrid-Granada a prestarse como Altaria, circulando por línea de alta velocidad entre Madrid-Puerta de Atocha y Antequera-Santa Ana, y por vía convencional no electrificada hasta Granada, en cuatro horas y media. El mismo tramo de alta velocidad es utilizado desde entonces por el Altaria Madrid-Puerta de Atocha-Algeciras, sustituyendo al anterior Talgo 200 que abandonaba la línea de alta velocidad en Córdoba. El expreso Estrella del Estrecho fue sustituido por un segundo Altaria diurno.
Al concluirse la línea de alta velocidad a Málaga en diciembre de 2007, los Altaria que cubrían la ruta entre esta ciudad y Madrid fueron destinados a Galicia, utilizando la línea de alta velocidad Madrid-Valladolid, inaugurada al mismo tiempo, para acortar el tiempo de viaje entre esta comunidad autónoma y la capital de España. Prestaron servicio hasta su sustitución por los Alvia 730 en 2012.

### Años recientes
La progresiva sustitución en las líneas electrificadas por servicios Alvia continuó el 20 de febrero de 2008, con la apertura del tramo Camp de Tarragona-Barcelona de la línea de alta velocidad Madrid-Barcelona. Se convirtieron a Alvia los servicios que por ella circulaban con dirección a Logroño, Pamplona y Hendaya y se recortó el recorrido del Altaria Triana a Madrid-Cádiz. De esta forma todos los trenes Altaria son actualmente servicios radiales que parten de Madrid.
Por último, en 2009 Renfe pone en funcionamiento la tecnología que permite cambiar de ancho sin detención, que se empieza a utilizar en los en Alvia Madrid-Cádiz/Huelva, sustituyendo al Altaria, siendo realizados por la serie 130, capaces de alcanzar los 250 km/h, el 14 de junio de ese año, reduciendo en más de media hora el tiempo del viaje. Quedaron como únicos servicios Altaria los mixtos LAV-convencional Madrid-Algeciras y Madrid-Granada y el convencional Madrid-Murcia-Cartagena.
En 2015 debido a las obras del Eje ferroviario transversal de Andalucía, se suprimen los servicios de tren con destino Granada, entre ellos el Altaria, sustituyéndose por un servicio de AVE más autobús con transbordo en la estación de Antequera-Santa Ana hasta la llegada del AVE a Granada en 2019. En 2020, a causa de la pandemia de COVID-19, los Altaria Madrid-Algeciras y viceversa de la mañana son suprimidos y reemplazados por AVE + enlace a Media Distancia en Antequera-Santa Ana. Ese mismo año los últimos Altaria, Madrid-Algeciras y Madrid-Murcia-Cartagena son renombrados como Intercity. Este último desaparece con la llegada del AVE a Murcia en 2022, quedando el Madrid-Algeciras como el último de todos los servicios Altaria que habían existido, siendo finalmente suprimido el 15 de diciembre de 2024 y reemplazado por un Alvia.

## Servicio
Los servicios Altaria se caracterizaban porque circulan en parte en tramos no electrificados, lo que requiere del uso de locomotoras ya que Renfe Operadora dispone de pocos automotores diésel de larga distancia. Algunos servicios Altaria circulaban parcialmente por líneas de alta velocidad, a una velocidad máxima de 200 km/h.
Entre los servicios de este tipo realizados con composiciones Talgo existen dos tipos, los más sencillos, denominados también servicios Talgo, y los de mayor nivel, conocidos como Altaria. La diferencia entre ambos servicios reside en las prestaciones, ya que además de las ofrecidas en los servicios Talgo se incluyen prestaciones como el control de accesos o la restauración en asiento en clase preferente.
Las composiciones Talgo, de las series IV y VI en los servicios actuales, disponen de clase turista y preferente y de cafetería. En los recorridos que utilizan parcialmente una línea de alta velocidad los trenes disponen de cambio de ancho. Las locomotoras utilizadas son de ancho fijo, por lo que durante el proceso de paso por el cambiador de ancho es necesaria una maniobra en la que se desengancha la locomotora, se hace pasar la composición y se engancha una nueva locomotora al otro lado.

## Flota
Los trenes Altaria actualmente utilizan locomotoras de la serie 252 cuando circulan en líneas de alta velocidad y locomotoras de la serie 334 cuando circulan por vía convencional. Ambas series de locomotoras tienen una velocidad máxima de 200 km/h, con un tipo de tren «B» para la 252 y «A» para la 334. En el caso de la relación Madrid-Murcia-Cartagena, aunque el tramo Madrid-Albacete está electrificado, se mantiene la locomotora diésel durante todo el recorrido para evitar la pérdida de tiempo que supone un cambio de locomotora.
Normalmente las composiciones de viajeros Talgo tienen una configuración de 9 remolques, de la serie IV para la relación Madrid-Murcia-Cartagena y de la serie VI para las de Algeciras. La primera tiene una velocidad límite de 180 km/h y la segunda de 200 km/h, ambas con un tipo de tren «B».
Todas disponen de un furgón generador, cafetería, y plazas de turista y preferente. No disponen de espacio para bicicletas y la accesibilidad a personas de movilidad reducida es limitada, sin plazas específicas ni acceso para sillas de ruedas eléctricas.
Anteriormente los servicios Altaria Alicante-Madrid, Alicante-Madrid-Santander y Alicante-Madrid-Gijón utilizaban las composiciones Talgo de la serie VII más modernas que existían, pero poco tiempo después estas pasaron a formar parte de la serie 130.
Cabe destacar que las composiciones de la serie VII se formaba con 9 remolques pero en 2006 se les añadieron 2 más creando una composición de 11 coches que a su vez dio lugar a la creación de la serie 130.

## Recorridos

### Últimos servicios bajo la marca Altaria
Todos estos servicios continuaron bajo la marca Intercity.
| Origen                  | Paradas | Destino   | Frecuencia                                                     |
| ----------------------- | --- | --------- | -------------------------------------------------------------- |
| Madrid-Puerta de Atocha | Ciudad Real · Puertollano · Villanueva de Córdoba-Los Pedroches · Córdoba · Antequera-Santa Ana · Ronda · San Roque-La Línea                    | Algeciras | 1 por sentido y día (reducido durante la pandemia de COVID-19) |
| Madrid-Chamartín        | Madrid-Atocha Cercanías · Alcázar de San Juan · Albacete · Hellín · Calasparra · Cieza · Murcia del Carmen · Balsicas-Mar Menor · Torre-Pacheco | Cartagena | Sustituido por AVE + Proximidad                                |

### Antiguos
| - Altaria Madrid - Barcelona - Altaria Madrid - Alicante - Altaria Madrid - Huelva - Altaria Madrid - Cádiz - Altaria Madrid - Hendaya - Altaria Madrid - Granada | - Altaria Madrid - Pamplona - Altaria Madrid - Logroño - Altaria Alicante - Santander - Altaria Alicante - Gijón - Altaria Barcelona - Cádiz conocido como Altaria Triana. |

## En el cine
Este tren apareció en la película ¡Ja me maaten...! (2000), dirigida por Juan Antonio Muñoz (integrante de Cruz y Raya), que interpreta el papel Juan de Dios, el protagonista del filme. Juan de Dios y otros personajes de la película viajan en el Talgo 200 de Madrid a Málaga, y desde esta ciudad hasta Puerto Banús en taxi.